# Eyasi
Eyasi – słonowodne bezodpływowe jezioro okresowe w północnej Tanzanii, położone na dnie Wielkiego Rowu Wschodniego.
Jezioro rozciąga się z południowego zachodu na północny wschód na długości 80 km, liczy średnio 14,5 km szerokości. Powierzchnia wynosi 1160 km². Lustro wody znajduje się na wysokości 1040 m n.p.m.
Głównym dopływem jest rzeka Sibiti. W porze suchej jezioro wysycha, w porze deszczowej jego głębokość rzadko przekracza 1 m. 